# Гомберг, Леонид Ефимович
Леонид Ефимович Гомберг (род. 1948, Москва) — русский и израильский писатель, журналист, филолог, литературовед.
Окончил филологический факультет МГУ. В 1970-х годах работал в школе, руководил театральной студией и молодёжным клубом в Москве. Репатриировался в Израиль в 1991 году. В настоящее время живёт в Москве.
В девяностые годы был главным редактором российско-израильского литературного альманаха «Перекресток — Цомет» (1994—1996) и московским редактором альманаха «Роза ветров», обозревателем газеты «Москва — Иерусалим», ответственным секретарем «Международной еврейской газеты». В 2000-е работал координатором по рекламе и информации московского отделения Еврейского агентства в России, заместителем главного редактора газеты «Информпространство».
Печатался в журналах «Знамя», «Дружба народов», «Новое время», «Литературное обозрение», «Знание-Сила», «Иерусалимском журнале» (Израиль), «Слово писателя» (Израиль), «Время и мы» (США), «Слово-Word» (США) и многих других. Постоянный автор журнала «Алеф».
Автор ежегодного интернет-проекта «Предварительные итоги». Друг и биограф поэта Юрия Левитанского.
Автор нескольких книг прозы, изданных в Москве и Тель-Авиве.

## Книги
- «В наших краях» (Израиль, 1996 г.),
- «Война и Мир Юрия Левитанского» (М.,1997),
- «От Эдена до Вавилона» (М. 2001)
- «Дорога на Ханаан. Прогулки литератора по тропам мифологической истории иудейской цивилизации» (Ростов-на-Дону, «Феникс», 2005)
- «Израиль и Фараон» (Ростов-на-Дону, «Феникс», 2009)
- «Апология небытия. Шломо Занд: новый миф о евреях» (в соавторстве с Эфраимом Баухом). М.: Библиотека «Единая книга», 2011)
- «Иронический человек. Юрий Левитанский: штрихи к портрету» (составитель при участии И. Машковской)(М.: «Время», 2012)
- "Голос пустыни. Исход из Египта. Современный взгляд (С-Пб., Алетейя, 2014)
- «Добрая земля за Иорданом» (С-Пб., Алетейя, 2017)
- «Время-память». 1990—2010, Израиль. Заметки о людях, книгах, театре (С-Пб., Алетейя, 2018)

## Статьи
- «Русский Тель-Авив: утраты, поиски, находки» Знамя № 5, 1996
- «Юрий Левитанский рассказывает…» (Вступление, публикация и подготовка текста Л. Гомберга) Знамя № 5, 1997
- «До свидания, мои други…», «Ю. Левитанский. Краткий библиографический обзор» Литературное обозрение № 6, 1997
- «Под сенью поздней музы» (Ю. Левитанский) Слово-Word (Нью-Йорк) № 21
- «Ближневосточная головоломка» Слово-Word (Нью-Йорк), № 61
- «Прагматизм и иллюзия (Феномен Путина в контексте российской жизни)» Время и мы (Москва-Нью-Йорк) № 150, 2001
- «Десять лет реформ и наркотического дурмана» Время и мы (Москва-Нью-Йорк) № 152, 2001
- «Биография, которой не было» (поэт И. Бокштейн) Иерусалимский журнал № 12, 2002
- «Комикс в эпоху террора» (Д. Рубина) Знамя № 4, 2005
- «В бездонных водах времени» (Д. Рубина) Знамя № 3, 2007
- «Между временем и бытием» (Ю. Левитанский) Иерусалимский журнал № 24-25, 2007
- «Возникновение этносов и религий в контексте Библии» Информпространство № 7(96), 2007
- «Хронология Библии: версии и факты» Информпространство № 1(102), 2008
- «Поздняя встреча с легендой» (Париж) Информпространство № 7(108), 2008
- «Город в Европе» (Дюссельдорф) Информпространство № 3(115), 2009
- «Первый после Фараона» Инфорпространство № 127, 2009
- «Происхождение Моисея: история или миф» Информпространство № 138, 2010
- «Утраченный удел Сакариаса Кордовина» (Д. Рубина) Дружба народов № 6, 2010
- «Подлинная история или новый миф о евреях» (Шломо Занд) Алеф, № 1004, 2010
- «Израильская стезя от Рабина до Шейлока» (М. Козаков) Алеф № 1011, 2011
- «Одиночество мастера» (Д. Рубина) Алеф, № 1016, 2011
- «История в зеркале Библии» Знание-Сила, № 1, 2011
- «Наш дикий предок» (Антропология) Знание-сила, № 2, 2012